# Новониканорівка
Новоникано́рівка —  село в Україні, у Нижньодуванській селищній громаді Сватівського району Луганської області. Населення становить 274 осіб. Орган місцевого самоврядування — Нижньодуванська селищна рада.

## Населення

### Мова
Розподіл населення за рідною мовою за даними перепису 2001 року:
| Мова       | Кількість | Відсоток |
| ---------- | --------- | -------- |
| українська | 368       | 86.79%   |
| російська  | 56        | 13.21%   |
| Усього     | 424       | 100%     |